# Noah Nichols
Noah Nichols (Henrico, 20 de abril de 2002) es un deportista estadounidense que compite en natación, especialista en el estilo braza. En los Juegos Panamericanos de 2023 obtuvo una medalla de plata en la prueba de 100 m braza.

## Palmarés internacional
| Juegos Panamericanos | Juegos Panamericanos | Juegos Panamericanos | Juegos Panamericanos |
| Año                  | Lugar                | Medalla              | Prueba               |
| -------------------- | -------------------- | -------------------- | -------------------- |
| 2023                 | Santiago (Chile)     | Medalla de plata     | 100 m braza          |